# Ministério da Educação e Formação Profissional
O Ministério da Educação e Formação Profissional de Espanha (em castelhano:  Ministerio de Educación y Formación Profesional) é o atual departamento ministerial do Governo da Espanha responsável pela educação e formação profissional no país. Sua atual titular é Isabel Celaá. A sede principal se encontra no número 34 da Calle de Alcalá, em Madrid.

## História
Sua criação se deu após a Moção de censura ao governo de Mariano Rajoy de 2018 e a formação do novo Governo de Pedro Sánchez, em junho de 2018, quando foi desmembrado em três o antecessor Ministério da Educação, Cultura e Desporto. Os outros dois ministério resultantes deste desmembramento foram os Ministérios de Cultura e Desporto, e de Ciência, Inovação e Universidades, este último para o qual o Ministério da Educação perdeu competência de gestão das universidades.

## Funções
A principal função deste ministério é propor e executar a política de Governo em matéria educativa e de formação profissional.

## Estrutura
De acordo com o Real Decreto 355/2018, de 6 de junho, pelo qual se reestruturam os departamentos ministeriais, este Ministério dispõe, como órgão superior, da:
- Secretaria de Estado de Educação e Formação Profissional.